# 老雅各布·博巴特

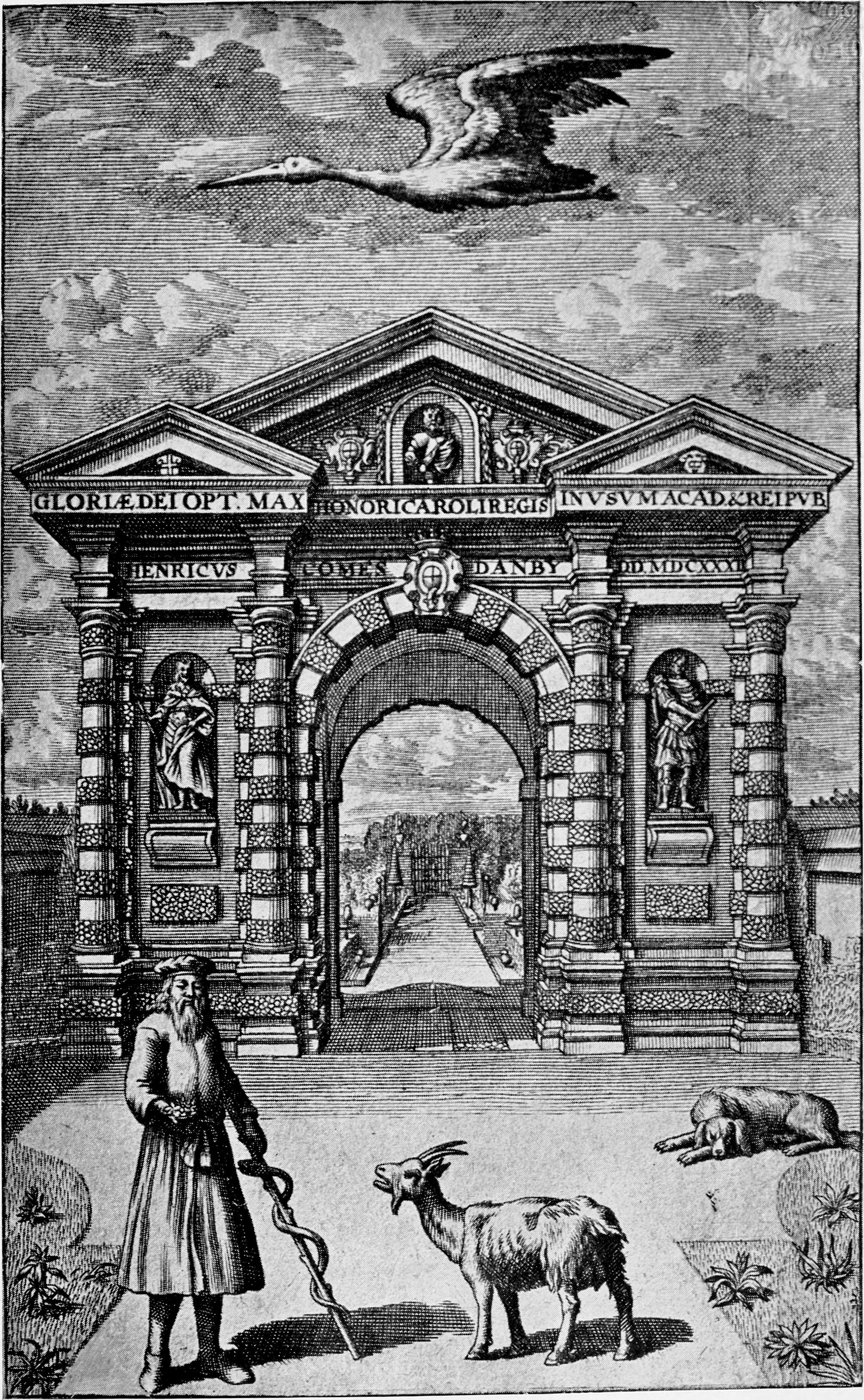
药用植物园大门（牛津），前景是博巴特

老雅各布·博巴特（德语：Jacob Bobart，1599年—1680年2月4日）是一位德国植物学家，移居英格兰后成为牛津植物园的首任首席园丁。

## 生活
他出生于不伦瑞克，并由第一代丹比伯爵亨利·丹弗斯任命为牛津药用植物园（1632年成立）的主管，因为老约翰·特雷德斯坎特拒绝了该位置。博巴特于1641年到达。他有权出售花园里的水果和蔬菜，在丹弗斯去世和英格兰内战期间，这被证明是必要的，因为他的财产被没收了。他成对种植了许多紫杉树。
在1648年，他出版了一份匿名目录，按字母顺序列出了当时由他照料的1600种植物（'Catalogus plantarum horti medici Oxoniensis, scil. Latino-Anglicus et Anglico-Latinus'）；这是在1658年与他的儿子小雅各布·博巴特、菲利普·斯蒂芬斯博士和威廉·布朗一起修订的。
人们似乎对他的生平知之甚少。有个格兰杰声明表示“在欢乐的日子里，他的胡须上挂着银标”，一只山羊而不是狗跟着他。他于1680年2月4日在花园别墅去世，并被安葬在东方圣彼得教堂的墓地，那里有一块纪念他的牌位。他结过两次婚，将房屋留给了他的儿子雅各布和蒂勒曼，并将遗产也留给了六个女儿。